# Сюблиньи (Шер)
Сюблиньи́ (фр. Subligny) — коммуна во Франции, находится в регионе Центр. Департамент — Шер. Входит в состав кантона Вайи-сюр-Содр. Округ коммуны — Бурж.
Код INSEE коммуны — 18256.
Коммуна расположена приблизительно в 165 км к югу от Парижа, в 85 км юго-восточнее Орлеана, в 45 км к северо-востоку от Буржа.

## Население
Население коммуны на 2008 год составляло 355 человек.
| 1962 | 1968 | 1975 | 1982 | 1990 | 1999 | 2008 |
| ---- | ---- | ---- | ---- | ---- | ---- | ---- |
| 344  | 405  | 360  | 348  | 320  | 303  | 355  |

## Администрация
| Период | Период | Фамилия    | Партия | Примечания |
| ------ | ------ | ---------- | ------ | ---------- |
| 2001   | 2008   | Серж Рембо |        |            |
| 2008   | 2014   | Ив Бутон   |        |            |

## Экономика

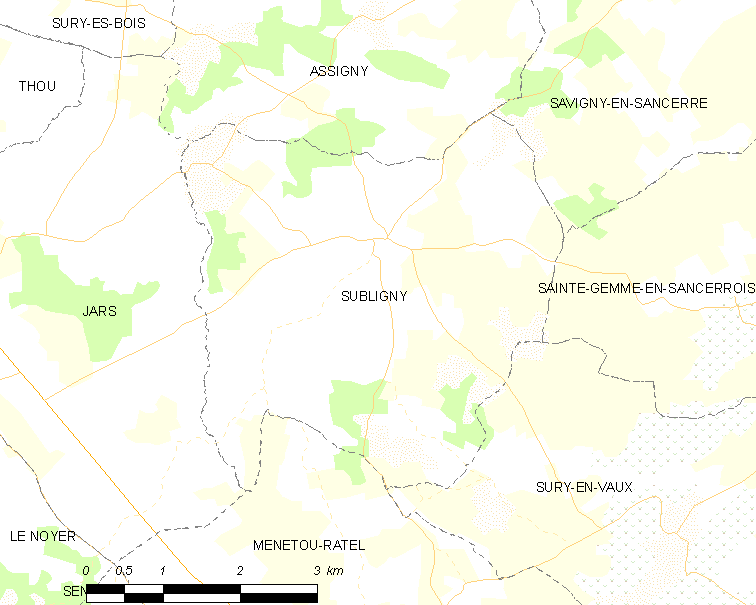
Карта коммуны

В 2007 году среди 210 человек в трудоспособном возрасте (15-64 лет) 146 были экономически активными, 64 — неактивными (показатель активности — 69,5 %, в 1999 году было 70,9 %). Из 146 активных работали 132 человека (66 мужчин и 66 женщин), безработных было 14 (5 мужчин и 9 женщин). Среди 64 неактивных 14 человек были учениками или студентами, 32 — пенсионерами, 18 были неактивными по другим причинам.

## Достопримечательности
- Водяная мельница Тирепен (XV век). Исторический памятник с 2010 года[3]
- Церковь Св. Петра и две часовни (XV век)
- Замок Ла-Булей (XVI век)